# شلوان
شلوان قرية من قرى محافظة الزلفي (شمال غرب) ؛ وتبعد عنها مسافة 15 كلم في نفود الثويرات ؛ وقد هجرها أغلب أهلها بعد موجة النزوح القروي للمدن في النصف الثاني من القرن الهجري الماضي ؛ وبقيت أطلال و حولها.

## أعلامها
- سليمان عبد الكريم العويس، شاعر شعبي.